# Classica Sarda Sassari-Cagliari
La Classica Sarda Sassari-Cagliari est une course cycliste italienne disputée en Sardaigne. Elle est créée en 2010 et elle fait partie de l'UCI Europe Tour dès sa création en catégorie 1.1. En 2010, elle se dispute sous le nom de Classica Sarda Olbia-Pantogia. Elle succède à la course Sassari-Cagliari, organisée de 1948 à 1983.

## Palmarès
| Année | Vainqueur         | Deuxième       | Troisième         |
| 2010  | Giovanni Visconti | Fabio Sabatini | Geoffroy Lequatre |
| 2011  | Pavel Brutt       | Emanuele Sella | Peter Sagan       |